# Дадашбейли, Дадаш Нурулла оглы
Дадаш Нурулла оглы Дадашбейли (азерб. Dadaş Nurulla oğlu Dadaşbəyli; род. 15 июля 1996, Гобустанский район) — азербайджанский тяжёлоатлет. Серебряный призёр чемпионата мира 2024 года, бронзовый призёр чемпионата мира 2023 года, чемпион Европы 2024 года, бронзовый призёр чемпионата Европы 2021 года, чемпион Европы среди юниоров 2015 года, чемпион II Игр стран СНГ.

## Ранняя карьера
Родился 15 июля 1996 года в Гобустанском районе. В 2018 году окончил Азербайджанскую государственную академию физической культуры и спорта. Первым его личным тренером был Шамси Сафарли.
Впервые на соревнованиях участвовал в 2007 году в республиканском первенстве Азербайджана по тяжёлой атлетике среди подростков. Является победителем первенства Азербайджана 2009 года по тяжёлой атлетике среди подростков.
На первенстве Азербайджана 2012 года по тяжёлой атлетике среди подростков завоевал серебряную медаль, и был приглашён в сборную Азербайджана.
В 2012 году Дадашбейли занял 9-е место на юношеском чемпионате Европы и 13-е место на юношеском чемпионате мира (оба в весовой категории до 85 кг).
В 2013 году на юношеском чемпионате мира Дадаш Дадашбейли в весовой категории до 94 кг занял 4-е место. В этом же году стал серебряным призёром чемпионата Европы среди тяжелоатлетов до 17 лет.
В 2014 году выступил в дебютном для себя чемпионате мира в Алма-Ате в весовой категории до 94 кг, где, подняв в общей сумме 365 кг, занял 13-е место. В этом же году стал серебряным призёром юниорского чемпионата Европы.
В 2015 году Дадашбейли в весовой категории до 105 кг стал победителем первенства Европы среди юниоров с результатом 382 кг. В этом же году выступал на чемпионате мира в Хьюстоне, но завершил турнир без результата.

## Чемпионат Европы
На чемпионате Европы 2021 года в Москве Дадаш Дадашбейли выступал в весовой категории до 102 кг. В рывке он поднял 177 кг, завоевав малую золотую медаль. В толчке поднял 202 кг, показав седьмой результат. В итоге в сумме двоеборья Дадашбейли набрал 379 кг и взял бронзовую медаль турнира.
В феврале 2024 года на чемпионате Европы в Софии завоевал три золотые медали (в рывке, толчке и по сумме двух упражнений). В рывке поднял 176 килограммов, в толчке  — 212 кг., по сумме двух упражнений — 388 кг.

## Чемпионат мира
На чемпионате мира по тяжёлой атлетике 2023 года в Саудовской Аравии в категории до 109 кг завоевал бронзовую медаль с результатом 403 кг по сумме двух упражнений. Обе малые бронзовые медали в отдельных упражнениях также достались ему.
В декабре 2024 года в Манаме, на чемпионате мира, Дадаш выступил в весовой категории до 109 кг, где смог завоевать серебряную медаль с результатом 404 кг (в рывке — 183 кг). В упражнении толчок завоевал малую серебряную медаль (221 кг).

## Иные соревнования
В августе 2023 года на II Играх стран СНГ в Минске выиграл золотую медаль.
На II Гран-при Международной федерации тяжёлой атлетики в декабре 2023 года в Дохе (Катар) в весовой категории до 109 килограммов в рывке завоевал золотую медаль, подняв 176 килограммов. В толчке завоевал серебряную медаль, показав результат 212 килограммов. В итоговом зачёте стал чемпионом в своем весе.
В апреле 2024 года на кубке мира по тяжелой атлетике 2024 в Пхукете (Таиланд) завоевал серебряную медаль по сумме двоеборья, и две малые серебряные медали, подняв в сумме 388 кг (177 кг + 211 кг). Турнир являлся лицензионным к Летним Олимпийским играм 2024.